# Karl Beck (Fußballspieler)
Karl Beck (* 8. Mai 1888 in Unter-Tannowitz, Süd-Mähren; † 16. Februar 1972 in Wien) war ein österreichischer Fußballspieler.

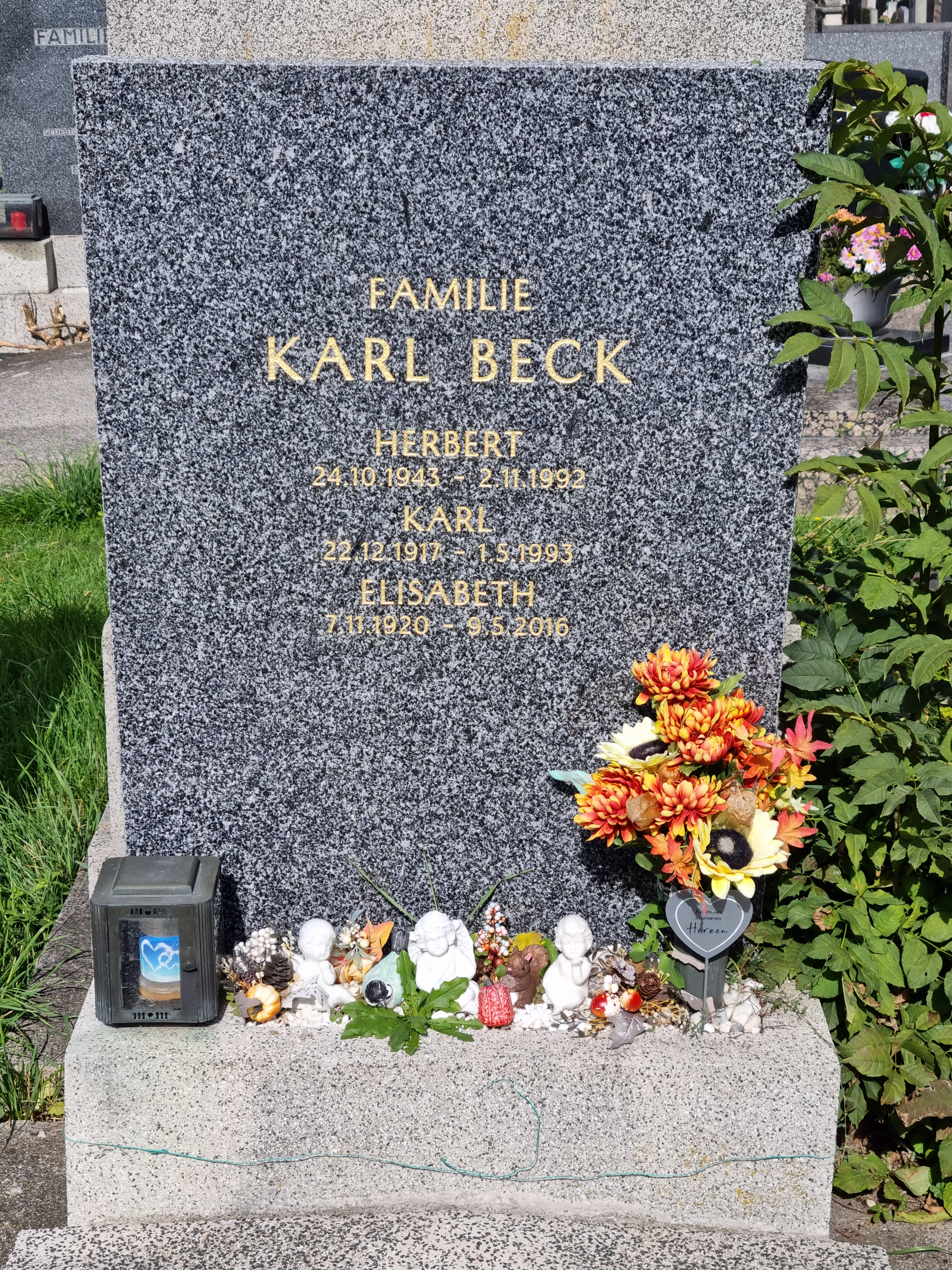
Grabstätte von Karl Beck am Inzersdorfer Friedhof

## Karriere
Von 1905 bis 1909 und von 1911 bis 1924 spielte er für den SpC Rudolfshügel und von 1909 bis 1911 für den Wiener Sport-Club, nach eigenen Angaben war er 13-facher Nationalspieler. Seinerzeit gab es vor allem Städteduelle wie etwa Wien-Budapest, die aber als Länderspiele gewertet werden können, da sich zu Beginn des Fußballsportes dessen Ausübung praktisch auf die jeweiligen Hauptstädte beschränkte. Belegt sind neun Einsätze im Nationalteam zwischen 1907 und 1918, – alle gegen die Nationalmannschaft Ungarns – davon fünf während seiner Zeit bei Rudolfshügel und vier als Spieler des Wiener Sport-Clubs. Sein Debüt gab er am 3. November 1907 in Budapest bei der 1:4-Niederlage gegen die Nationalmannschaft Ungarns; der einzige Sieg gelang am 7. Mai 1916 in Wien mit 3:1.
Erste fußballerische Aktivitäten fanden auf dem Friesenplatz im 10. Wiener Gemeindebezirk Favoriten statt. Später übersiedelte man innerhalb des Gemeindebezirks auf den Rudolfshügel (Ecke Raxstraße/Laxenburger Straße), der späteren Heimstätte des 1902 gegründeten ersten Fußballklubs Favoritens, des SpC Rudolfshügel. Bereits 1905 rückte Beck 17-jährig in die erste Mannschaft auf. 1907 erwarb sich der Verein durch hervorragende Ergebnisse in Spielvergleichen das Prädikat der Erstklassigkeit. Dadurch gehörte der Verein zu den zwölf Gründungsmitgliedern der ersten offiziellen Fußballmeisterschaft Österreichs in der Saison 1911/12. Zuvor jedoch, nämlich für die Spielzeiten 1909/10 und 1910/11 wechselte Beck zum Wiener Sport-Club, und gehörte somit zum Team, welches in dieser Zeit für etwa zwei Jahre ungeschlagen blieb. Warum Beck ein Gastspiel in Hernals, dem 17. Wiener Gemeindebezirk, einlegte, ist unbekannt. Bekannt hingegen ist, dass seine Rückkehr nach Favoriten zeitlich mit der Ehelichung der Tochter des damaligen Präsidenten (Doleijsi) des SpC Rudolfshügel zusammenfällt. Sein Stammplatz im Verein als auch international war der rechte Flügel; Beck spielte bis 1924 im Team der Rudolfshügler. Er führte die Mannschaft zwölf Jahre lang als Kapitän, zeitweise auch als Spielertrainer aufs Feld, wurde 1919 Vize-Meister mit dem Verein sowie 1917 und 1921 jeweils Dritter.

## Sonstiges
Von 1924 bis 1925 war er ausschließlich Trainer seiner Mannschaft.

„Karl Beck, der jahrelange Spieler der Rudolfshügler, der seit mehreren Jahren die Mannschaft seines Vereines trainiert, hat vergangenen Samstag seine Stelle zurückgelegt.“

„Amateurmannschaft von Rudolfshügel ist im Entstehen; rund um den ehemaligen Kapitän und Altinternationalen Beck.“

Danach, von 1927 bis 1934, war er als Schiedsrichter tätig und galt als einer der erfolgreichsten „Pfeifenmänner“ Wiens, hätte auch internationale Spiele leiten sollen, konnte dies aus beruflichen Gründen jedoch nicht.
Er lebte bis zu seinem Tod in Favoriten, in dem Gemeindebezirk, in dem er wohnte (Laxenburger Straße) und arbeitete (Fa. Hutter & Schrantz) – und eben auch Fußball spielte.
Er wurde am Inzersdorfer Friedhof bestattet.